# Asociación Regional de Canales de Televisión
La Asociación Regional de Canales de Televisión, también conocida por su acrónimo Arcatel, es una asociación gremial que reúne a canales de televisión de señal abierta con cobertura regional en Chile. Estos canales no operan a nivel nacional, y solo tienen cobertura a través de señal abierta en su zona de origen. La asociación fue creada el 7 de junio de 2007.

## Afiliados
- Antofagasta TV
- Holvoet Televisión
- Canal 2 Vallenar
- TV 2 Choapa
- Girovisual
- Vox Populi Chile
- Canal 2 San Antonio
- Valle Televisión
- Telecanal Santa Cruz
- TVR Canal 11 (Curicó)
- En Linea Maule
- TV5 Linares
- Contivisión
- TeleAngol
- Pucón TV
- I-Net TV Digital
- Décima TV
- Canal 2 Quellón
- ITV Patagonia

## Contenido en conjunto
La asociación desde el 2013 produce el noticiero Portavoz Noticias, que es emitido diariamente por los canales miembros de la asociación y otros canales colaboradores en horario primetime. La asociación consigue alianzas para que sus canales emitan contenido producido por terceros, como el Congreso Futuro, u obras de teatro gracias al Ministerio de las Culturas, las Artes y el Patrimonio y la Fundación Teatro a Mil.